# Protaetia cuprina
Protaetia cuprina es una especie de escarabajo del género Protaetia, familia Scarabaeidae. Fue descrita científicamente por Motschulsky en 1849.
Especie nativa de la región paleártica. Habita en Transcaspia, Armenia y Turquía.